# Cennino Cennini

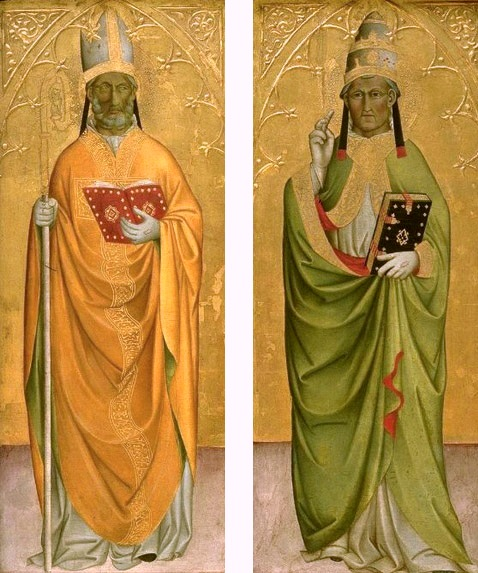
Cennino Cennini, poliptyk ołtarzowy

Cennino Cennini (ur. 1370 w Colle di Val d'Elsa, zm. 1440 we Florencji) – włoski malarz i teoretyk malarstwa.
Tworzył w Padwie był związany m.in. z Franceskiem II da Carrarą. Przypisuje się mu autorstwo cyklu fresków Życie św. Stefana, Narodziny Marii oraz dwóch kwater poliptyku ze św. Grzegorzem i św. Augustynem. Jego traktat Il libro dell’ arte o Trattato della pittura, stanowiący bogate źródło informacji o technikach warsztatowych wczesnego włoskiego renesansu, jest uznawany za praktyczny podręcznik malarstwa.